# 鲍尔斯顿斯帕
鲍尔斯顿斯帕（Ballston Spa）是美国纽约州萨拉托加县的一个村，是萨拉托加县的县城。2000年人口普查时的人口为5,556人。 这个村庄的以伊利法莱特·鲍尔命名，一个公理神职人员和一个早期定居者。 这个村庄位于位于萨拉托加泉西南部，两个城镇的边界，部分在巴斯顿镇，另一部分在米尔顿镇。